# Ерік Бюффето
Ерік Бюффето (фр. Éric Buffetaut; народився 19 листопада 1950) — французький палеонтолог, автор і дослідник у Національному центрі наукових досліджень з 1976 року, де він є доктором наук і директором з досліджень. Бюффето є фахівцем з викопних архозаврів, головним чином динозаврів і птерозаврів, і опублікував багато книг з палеонтології. Він є одним із провідних палеонтологів, які підтримують тезу про падіння метеорита як головну причину крейдово-палеогенового вимирання .
Бюффто назвав і описав такі види:
- Archaeodontosaurus descouensi
- Castignovolucris sebei
- Euthecodon arambourgi
- Isanosaurus attavipachi
- Isalorhynchus genovefae
- Kinnareemimus khonkaenensis
- Normannognathus wellnhoferi
- Phuwiangosaurus sirindhornae
- Psittacosaurus sattayaraki
- Rhabdodon septimanicus
- Siamamia naga
- Siamosaurus suteethorni
- Siamotyrannus isanensis
- Tarascosaurus salluvicus
- Tilemsisuchus lavocati
- Trematochampsa taqueti
- Variraptor mechinorum

У 1982 році Бюффето продемонстрував, що дакозавр і агіозавр насправді належать до Metriorhynchidae.
На його честь був названий вид крокодила Musturzabalsuchus buffetauti .
Бюффето працював переважно з мезозойськими рептиліями, включаючи крокодиломорфів, птерозаврів і динозаврів.

## Вибрані публікації
- Les Dinosaures. Que sais-je ? n°2827, PUF, 1994 ISBN 2130460038
- Les Dinosaures de France, avec Pascal Robin, BRGM Éditions 1995 ISBN 2715907664
- Histoire de la paléontologie. Que sais-je ? n°2190, PUF, avril 1997 ISBN 213048557X
- Les Mondes disparus, atlas de la dérive des continents, avec Jean Le Loeuff, Guy Le Roux, Berg International, 1998 ISBN 2911289145
- Dans les traces des dinosaures, Les Éditions Pocket ISBN 2266045709
- La Fin des dinosaures: comment les grandes extinctions ont façonné le monde vivant., Fayard, 2003 ISBN 221361489X
- Les Dinosaures. Collection "Idées reçues n°123. Éditions Le Cavalier Bleu, 2006 ISBN 2846701431
- Les dinosaures sont-ils un échec de l'évolution ?. Éditions du Pommier, 2008 ISBN 9782746503854
- Que nous racontent les fossiles ?, éditions du Pommier, 2009 ISBN 9782746504097
- Sommes-nous tous voués à disparaître ? idées reçues sur l'extinction des espèces, Éditions Le Cavalier Bleu, 2012, ISBN 9782846704342
- À la recherche des animaux mystérieux: idées reçues sur la cryptozoologie, Le Cavalier Bleu éditions, 2016, ISBN 9791031800998